# Raymond (Maine)
Raymond ist eine Town im Cumberland County des Bundesstaats Maine in den Vereinigten Staaten. Im Jahr 2020 lebten dort 4536 Einwohner in 2918 Haushalten auf einer Fläche von 182,9 km².

## Geografie
Nach dem United States Census Bureau hat der Ort eine Gesamtfläche von 115,9 km2, von denen 85,9 km2 Land sind und 30,0 km² aus Gewässern bestehen.

### Geografische Lage
Raymond liegt am nordöstlichen Ufer des Sebago Lake. Es hat ein Langes Kap, welches in den See ragt. Am Ende dieses Kaps befindet sich Frye Island. Die Fläche, die von diesem Kap umfangen wird, heißt Jordan Bay. Die Oberfläche der Town ist hügelig und der 299 m hohe Rattlesnake Mountain ist die höchste Erhebung. Es gibt mehrere große Seen, die sich zum Teil bzw. vollständig auf dem Gebiet der Town befinden. Der größte ist der Panther Pond er befindet sich vollständig auf dem Gebiet der Town, im Südwesten grenzt der Thomas Pond und im Nordwesten der Crescent Lake an. Der Raymond Pond befindet sich im Norden und im Nordosten grenzt der Notched Pond an.

### Nachbargemeinden
Alle Entfernungen sind als Luftlinien zwischen den offiziellen Koordinaten der Orte aus der Volkszählung 2010 angegeben.
- Norden: Poland, Androscoggin County, 9,6 km
- Nordosten: New Gloucester, 19,2 km
- Osten: Gray, 11,3 km
- Südosten: Windham, 27,8 km
- Süden: Frye Island, 6,6 km
- Westen: Casco, 5,1 km

### Stadtgliederung
In Raymond gibt es mehrere Siedlungen: East Raymond, Greenville, Mountain (ehemaliges Postamt), North Raymond, Raymond (Raymond Village), Raymond Cape und Wilson Springs.

### Klima
Die mittlere Durchschnittstemperatur in Raymond liegt zwischen −7,8 °C (18° Fahrenheit) im Januar und 20,0 °C (68° Fahrenheit) im Juli. Damit ist der Ort gegenüber dem langjährigen Mittel der USA um etwa 9 Grad kühler. Die Schneefälle zwischen Oktober und Mai liegen mit bis zu zweieinhalb Metern mehr als doppelt so hoch wie die mittlere Schneehöhe in den USA; die tägliche Sonnenscheindauer liegt am unteren Rand des Wertespektrums der USA.

## Geschichte

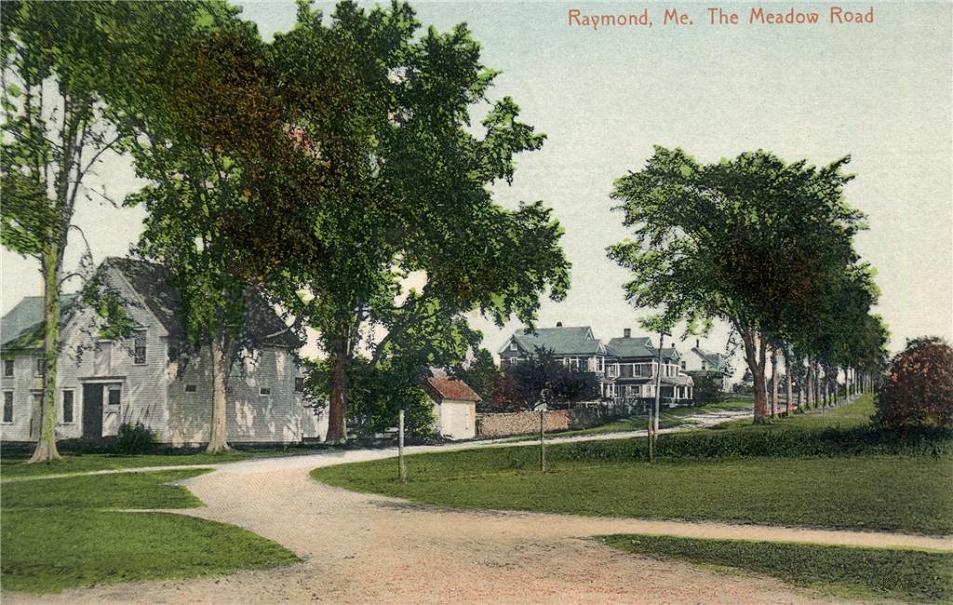
The Meadow Road, Raymond, 1909

Das Land wurde von der Massachusetts Bay Colony als Grant an Capitain William Raymond und seinen Männern im Jahr 1767, als Dank für ihre Dienste bei der Schlacht von Québec unter Sir William Phips gegeben. Bis zur Gründung der town Casco im Jahr 1841 gehörte auch diese zur town Raymond. Capitain Joseph Dingley begann mit der Besiedlung von Raymond im Jahr 1771, doch nur wenige Familien siedelten hier bis nach der Revolution. Die town wurde am 21. Juni 1803 gegründet und nahm den Namen Captain Raymonds an.
Am Panther River entstanden Wassermühlen für die Bearbeitung und Erzeugung von Holz und Dauben, Getreidemühlen und eine Gipsfabrik sowie eine Fabrik für die Produktion von Kinderschlitten. Raymond befindet sich nördlich von Portland mit Anschluss an die Maine Central Railroad. In Raymond wohnte auch Nathaniel Hawthorne, der Romancier.
In Raymond steht der WGME-Sendemast. Mit 493,5 m höhe war er zum Zeitpunkt seiner Fertigstellung das höchste Bauwerk der Welt. Seit der Fertigstellung des WMTW-Sendemastes in Baldwin ist er nun das zweithöchste Bauwerk in Maine.

### Einwohnerentwicklung
| Volkszählungsergebnisse - Town of Raymond, Maine | Volkszählungsergebnisse - Town of Raymond, Maine | Volkszählungsergebnisse - Town of Raymond, Maine | Volkszählungsergebnisse - Town of Raymond, Maine | Volkszählungsergebnisse - Town of Raymond, Maine | Volkszählungsergebnisse - Town of Raymond, Maine | Volkszählungsergebnisse - Town of Raymond, Maine | Volkszählungsergebnisse - Town of Raymond, Maine | Volkszählungsergebnisse - Town of Raymond, Maine | Volkszählungsergebnisse - Town of Raymond, Maine | Volkszählungsergebnisse - Town of Raymond, Maine |
| Jahr                                             | 1800                                             | 1810                                             | 1820                                             | 1830                                             | 1840                                             | 1850                                             | 1860                                             | 1870                                             | 1880                                             | 1890                                             |
| ------------------------------------------------ | ------------------------------------------------ | ------------------------------------------------ | ------------------------------------------------ | ------------------------------------------------ | ------------------------------------------------ | ------------------------------------------------ | ------------------------------------------------ | ------------------------------------------------ | ------------------------------------------------ | ------------------------------------------------ |
| Einwohner                                        | 438                                              | 826                                              | 1388                                             | 1756                                             | 2032                                             | 1142                                             | 1229                                             | 1120                                             | 1132                                             | 927                                              |
| Jahr                                             | 1900                                             | 1910                                             | 1920                                             | 1930                                             | 1940                                             | 1950                                             | 1960                                             | 1970                                             | 1980                                             | 1990                                             |
| Einwohner                                        | 823                                              | 677                                              | 500                                              | 446                                              | 506                                              | 620                                              | 732                                              | 1328                                             | 2251                                             | 3311                                             |
| Jahr                                             | 2000                                             | 2010                                             | 2020                                             | 2030                                             | 2040                                             | 2050                                             | 2060                                             | 2070                                             | 2080                                             | 2090                                             |
| Einwohner                                        | 4299                                             | 4436                                             | 4536                                             |                                                  |                                                  |                                                  |                                                  |                                                  |                                                  |                                                  |

## Kultur und Sehenswürdigkeiten

### Bauwerke

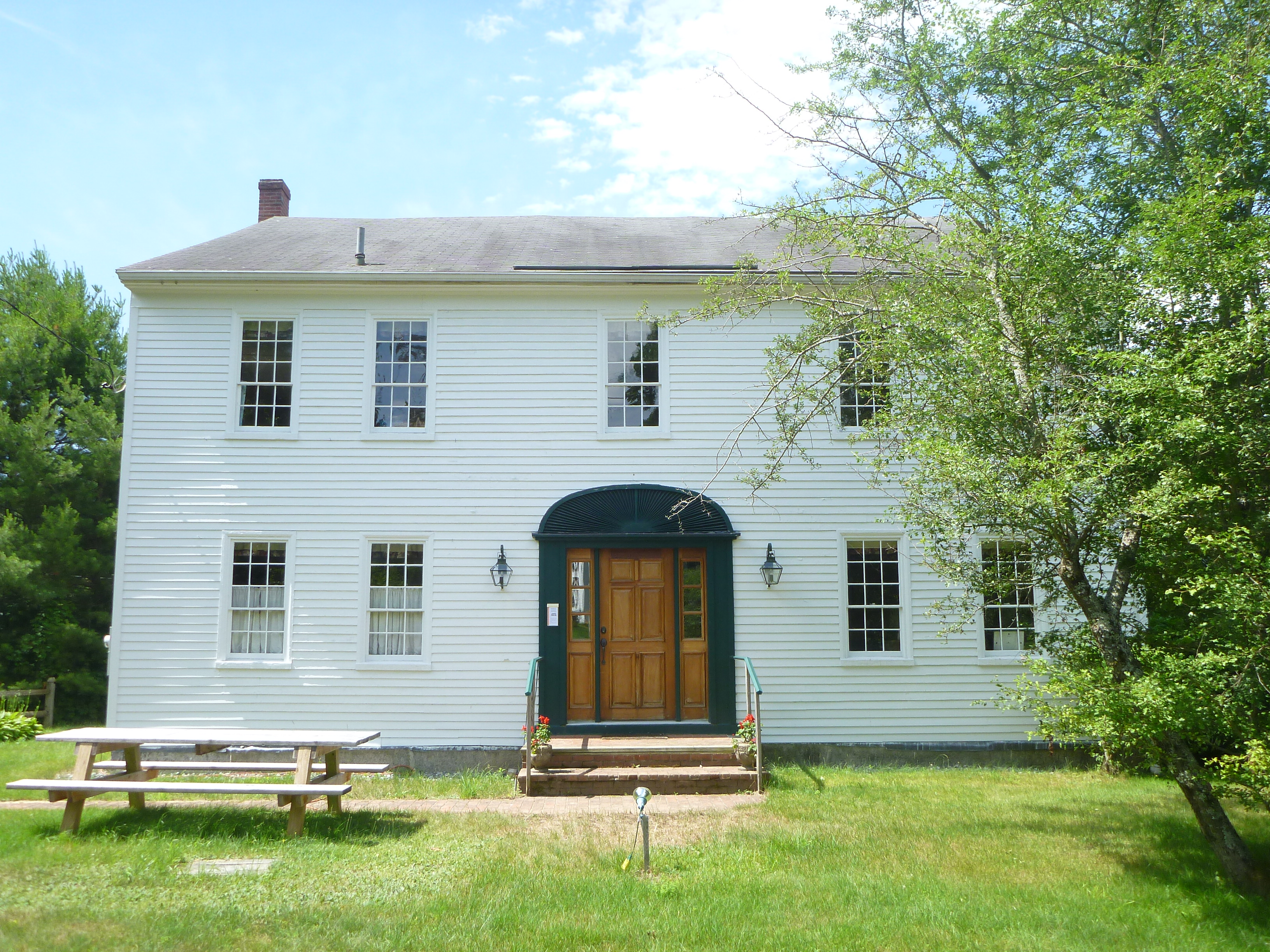
Nathaniel Hawthorne Boyhood Home

Zwei Gebäude stehen unter Denkmalschutz und wurden ins National Register of Historic Places aufgenommen.
- East Raymond Union Chapel, aufgenommen 2004, Register-Nr. 04000370
- Nathaniel Hawthorne Boyhood Home, aufgenommen 1969, Register-Nr. 69000030

## Wirtschaft und Infrastruktur

### Verkehr
Der U.S. Highway 302 führt durch den Südwesten der Town. Er verbindet Raymond mit Portland im Süden und Bridgton im Norden. In Nordsüdrichtung verläuft weiter im Osten die Maine State Route 121 und die Maine State Route 85.

### Öffentliche Einrichtungen
In Raymond gibt es keine medizinischen Einrichtungen. Die nächstgelegenen Krankenhäuser für die Bewohner von Raymond befinden sich in Auburn und Bridgton.

### Bildung
Raymond gehört mit Windham zum RSU 14.
Im Schulbezirk werden folgende Schulen angeboten:
- Windham High School in Windham, (Klassen 9 bis 12)
- Katahdin Program in Raymond (Alternative Schule) (Klassen 9 bis 12)
- Windham Middle School in Windham, (Klassen 6 bis 8)
- Jordan-Small Middle School in Raymond (Klassen 5 bis 8)
- Manchester School in Windham (Klassen 3 bis 5)
- Raymond Elementary School in Raymond (Klassen Kindergarten bis 4)
- Windham Primary School in Windham (Klassen Kindergarten bis 3)

## Persönlichkeiten

### Söhne und Töchter der Stadt
- Kirsten Lee Clark (* 1977), Skirennläuferin